# Julius Wolff von Linger
Friedrich Adolf Julius Wolff von Linger, bis 1873 Julius Wolff (* 25. März 1812 in Berlin; † 30. August 1905 in Potsdam) war ein preußischer Generalleutnant. 

## Leben

### Herkunft und Familie
Seine Eltern waren der in den Befreiungskriegen vor Cottbus gebliebene preußische Premierleutnant der brandenburgischen Artilleriebrigade, Karl August Wolff (1766–1813) und Marie Therese, geborene Sigismund (* 1786).
Er vermählte sich 1846 mit Sophie Mathilde von Linger (1820–1905), einer Tochter des preußischen Generalleutnants Wilhelm von Linger (1794–1871). Auch in Folge dieser Heirat erging 1873 die preußische Adelsverleihung als Wolff von Linger. Aus der Ehe sind je zwei Töchter und Söhne hervorgegangen.

### Werdegang
Seine Laufbahn in der preußischen Armee begann Wolff im Jahre 1823 als Kadett in Potsdam, wechselte 1826 noch nach Berlin, bevor er 1828 Unteroffizier wurde. 1829 stand er als Sekondeleutnant im 3. Infanterieregiment und wurde 1830 zum 30. Infanterieregiment versetzt. Er wurde 1841 zur Gewehr-Revisionskommission in Saarn kommandiert und avancierte 1842 zum Premierleutnant. Seit 1844 war er Mitglied der Gewehr-Prüfungskommission unter vorläufiger Belassung in Saarn, wurde aber 1846 zur Gewehr-Revisionskommission nach Neiße kommandiert. Mit seiner Beförderung zum Hauptmann wurde er dort auch Präses der Gewehr-Revisionskommission. Zum Ende des Jahres 1850 wurde Wolff zur Artillerieabteilung im Preußischen Kriegsministerium versetzt. Er stieg 1853 zum Major auf und wurde 1855 Kommandant von Weichselmünde und Neufahrwasser. Im Jahr 1859 wurde er Inspekteur der Gewehrfabriken und avancierte zum Oberstleutnant. 1861 steig er zum Oberst auf und erhielt 1863 den Roten Adlerorden III. Klasse mit Schleife. Bereits 1865 wurde er mit dem Charakter als Generalmajor unter Belassung seiner Inspekteursstellung zu den Offizieren von der Armee versetzt. Wolff hat 1866 den Roten Adlerorden II. Klasse mit Eichenlaub und 1868 sein Patent zum Generalmajor, schließlich 1871 den Charakter als Generalleutnant erhalten. Im Jahr 1875 wurde er mit dem Großkreuz des sächsischen Albrechts-Orden und dem Kronen-Orden I. Klasse geehrt. Wolff von Linger wurde 1876 mit Pension unter Verleihung des Roten Adlerorden I. Klasse mit Eichenlaub und dem Emailleband des Kronen-Ordens zur Disposition gestellt. 